# Bizon americký
Bizon americký či severoamerický je mohutné zvíře z čeledi turovitých. Obrovská stáda bizonů, čítající milióny kusů, se kdysi proháněla po celé severní Americe od Aljašky po Mexický záliv. V 19. století byl téměř vyhuben, z původních 60 milionů kusů jich v roce 1889 zbylo ve volné přírodě jen několik stovek. Lidé poté vyvinuli značné úsilí k záchraně těchto zvířat a v polovině 20. století jich bylo již dvacet tisíc. V současnosti je jejich počet odhadován na 31 000 (stav k roku 2017) a IUCN jsou definováni jako téměř ohrožení. Existují dva poddruhy: bizon prérijní (Bison bison bison) a bizon lesní (Bison bison athabascae).

## Původ
Předchůdci dnešních bizonů se do Ameriky dostali z Asie přechodem přes pevninský most v místě nynějšího Beringova průlivu. Bizon americký se vyvinul z bizona širokočelého (Bison latifrons), který byl mnohem mohutnější a který vyhynul před 6 000 lety.

## Rozměry
Výška v kohoutku:
- samci – 150–160 cm
- samice – 125–150 cm

Délka:
- samci – 370 cm
- samice – 250–310 cm

Hmotnost:
- samci – 900–1 500 kg
- samice – 500–750 kg

## Popis
Tělo je pokryto krátkou hnědou srstí, jež v přední části trupu přechází v delší chlupy, které mají na hlavě tmavou barvu. Poslední krční a první hrudní obratle mají velmi dlouhé trnové výběžky, jež tak společně s mohutným svalstvem vytvářejí charakteristický hrb. Vzdálenost mezi rohy je téměř 50 cm. Bizoni mají 32 zubů – 24 stoliček a 8 řezáků. 50 cm dlouhá oháňka slouží k odhánění hmyzu.
Bizon lesní je oproti prérijnímu celkově větší. Širší paznehty zabraňují boření v měkké lesní půdě. Srst je tmavší, hustší a delší. Rohy dosahují až dvojnásobné délky.
Zrak je slabý, bizoni rozeznávají pouze pohyb. Naproti tomu mají výborný čich – dokážou větřit až na vzdálenost dvou kilometrů, ucítí trávu pod třiceticentimetrovou pokrývkou sněhu. Ačkoli vypadají těžkopádně, v cvalu dosahují rychlosti okolo 50 km/hod. Tímto tempem jsou schopni běžet půl hodiny i déle. Dožívají se 15 až 20 let.

## Rozšíření
Prérijní bizon se původně vyskytoval na Velkých pláních od kanadské Alberty až po Mexiko, ale žil i daleko na východ od řeky Mississippi. Do poloviny 19. století však všichni bizoni vyskytující se východně od Mississippi vyhynuli. Během 70. a 80. let 19. století pak byla během masového zabíjení zlikvidována i zbývající velká stáda v západních oblastech USA. Jedinou oblastí, kde se bizoni udrželi díky státní ochraně nepřetržitě ve volné přírodě, byl Yellowstonský národní park. Méně početní lesní bizoni obývali lesnaté horské oblasti na západě Severní Ameriky.

## Potrava
Bizoni jsou přežvýkavci. Spásají traviny, zejména tzv. bizoní trávu (Buchloë dactyloides). Lesní bizoni se navíc živí výhonky dřevin, žaludy a bobulemi.

## Rozmnožování

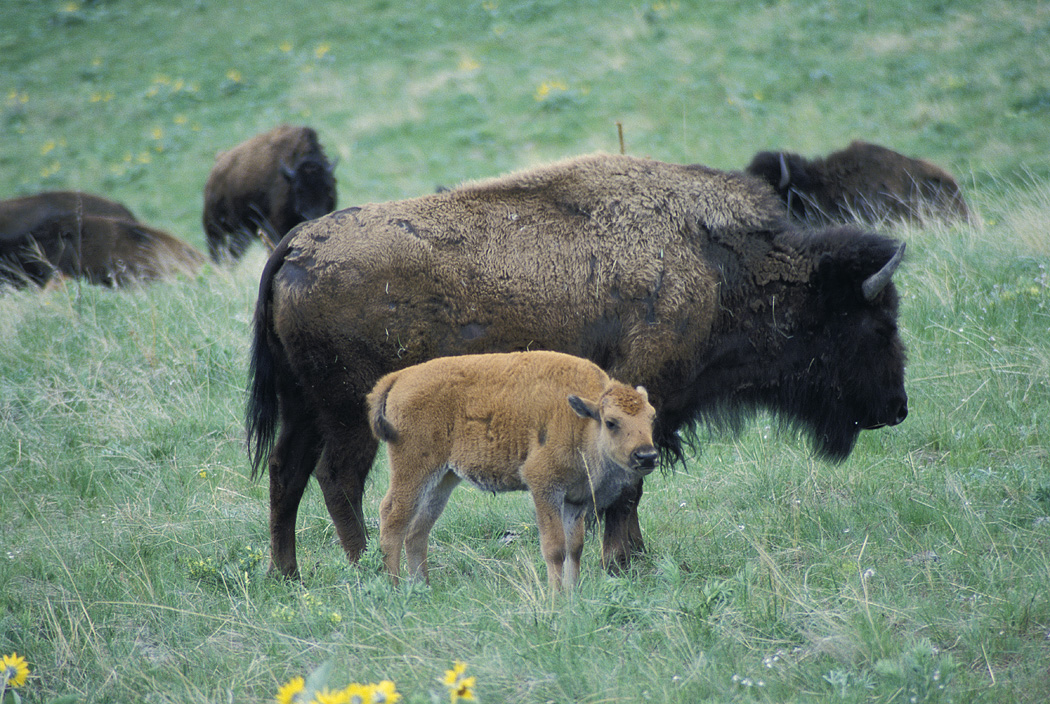
Bizoní kráva s teletem

Říje probíhá od května do září, kdy spolu bizoní býci urputně zápasí. Po březosti, která se pohybuje v rozmezí 270 až 300 dnů, rodí samice jedno mládě, které kojí asi rok. Telata zůstávají u matky až do dosažení dospělosti, tj. do stáří tří až pěti let.

## Způsob života
Prérijní bizoni se sdružovali do obrovských stád, jež mohlo tvořit i několik desítek až stovek tisíc jedinců (jeden údaj dokonce hovoří o stádě, které čítalo dvanáct milionů zvířat) a jež pokrývala území až o rozloze 80 čtverečních kilometrů. Na podzim se bizoní stáda přesouvala na jih a východ a na jaře se vracela zpátky do severních a západních oblastí. V zimě se bizoni rozptýlili do menších skupinek, hlavou odhrnovali sníh a spásali trávu.
Velmi dobře plavou a běhají (vzhledem k jejich velikosti).

## Význam bizona v kultuře prérijních indiánů
Bizoni mají jen málo přirozených nepřátel – kromě člověka to byli medvěd grizzly, vlk a výjimečně také puma, která se však odváží pouze na telata. V době před příchodem bělochů jejich počet dosahoval odhadem 30–70 milionů. Pro kočovné indiánské kmeny, které obývaly Velké pláně, se stali nepostradatelnými zvířaty. Indiáni bizony lovili různými způsoby, ale vždy jen tolik kusů, kolik nezbytně potřebovali. Původně se k bizonům plížili maskovaní vlčí nebo bizoní kožešinou a stříleli je z luku, někdy je také zaháněli dolů ze srázu, aby se pádem zabili nebo vážně zranili. Zraněné bizony dobíjeli oštěpy. Od 16. stol., kdy indiáni začali chovat koně, převládl jezdecký způsob lovu. Lovec na koni vjel přímo do stáda, vybral vhodnou kořist a zastřelil ji šípy. Kořistí se stávali hlavně mladí býci, březí a vodící krávy indiáni šetřili. Za lovci následovaly ženy, které stahovaly kůže, bouraly maso a odvážely ho do tábora. Indiáni dokázali z bizona zužitkovat skoro všechno – od rohů až po paznehty. Následuje stručný výčet:
- jedlé části – maso, jazyk, oči, vnitřnosti, tuk, morek, krev
- srst – čelenky, ozdoby, vycpávky, těsnění, lana, ohlávky
- kůže – oblečení, ozdoby, pláště na týpí, přikrývky, polštáře, nosítka na děti, tašky, vaky, pouzdra, nádoby, toulce, štíty, sedla, uzdy, řemeny, lasa, saně, sněžnice, bubny, chřestidla, masky, hračky, obchodní zboží
- kosti – nože, hroty šípů, palice, škrabky, šídla, jehly, lopatky, motyky, rukojeti nástrojů, kostra sedla, saně, štětce, hrací kostky, obřadní předměty, hudební nástroje
- rohy – hrnky, lžíce, naběračky, prachovnice, hračky, čelenky, chřestidla, hudební nástroje
- močový měchýř a bachor – nádoby na vaření a na vodu, vědra, mísy, hrnky, váčky na tabák
- šourek – chřestidla
- mozek – potravina, vydělávání kůží
- šlachy – nitě, tětivy, provazy, výztuha luku
- paznehty – klih, chřestidla
- oháňka – plácačky na mouchy, košťata, ozdoby týpí, obřadní oděvy
- trus – palivo, obřadní kuřivo

Z mletého bizoního masa, ledvinového tuku, morku, bobulí a bylin vyráběli indiáni sušením trvanlivou, mimořádně výživnou potravinu zvanou pemikan. Bizon rovněž hraje významnou roli v mnoha indiánských mýtech a obřadech. Zvlášť posvátní jsou albíni, k jejichž lovu se v minulosti vázala spousta rituálů a tabu. Např. Lakotové věří v Bílou bizonici, která se proměnila v ženu a naučila indiány uctíval Velkého ducha a kouřit kalumet. Slovo pro bizona bylo častou součástí jmen indiánských mužů. V knihách a filmech o indiánech, např. od Karla Maye, bývá bizon pod vlivem angličtiny často označován jako buvol, což je však chybné. Indiánské kmeny měly ve svých jazycích pro bizona různá jména, v mnoha jazycích existuje odlišné pojmenování pro býka, krávu a tele. Toto rozlišení bylo pro indiány důležité, při lovu dávali přednost býkům, zatímco telata a krávy, především březí a vodící, byla snaha chránit. Chlapci někdy lovili odrostlá telata, aby se zdokonalovali v loveckém umění.
Indiánské názvy bizona v nejvýznamnějších jazycích Severní Ameriky jsou:
- abenakijsiky a penobskotsky: Béziko
- absarocky: Bišée
- apačsky: Bišišdžik (Západní Apačové, 'iyane (Jicarillové a Lipani)[6]
- arapažsky: Henécé (býk), Bís (kráva), Nonóni (tele)
- assiniboinsky: Tataga (býk), Pte (kráva)
- černonožsky: Íní
- čerokíjsky: Jansa
- čoktavsky a čikasavsky: Jahnaš
- delavarsky: Sisilia
- hidatsky: Mite kedapi
- hopijsky: Mosajru
- kajovsky: Pá
- kikapujsky: Mísíkwáha
- komančsky: Tasiwóo
- kríjsky: Paskwâwimostos
- lakotsky: Tatanka (býk), Pte (kráva), Ptehenčala, Ptecila (tele), Hejuktan (Ten, který má zahnuté rohy), Ptesan (bílý bizon, pokládaný za posvátného, nesměl se lovit)
- načezky: Jánaka[7]
- nahujsky: Cuacuauhxolotl
- navažsky: Ajani
- nepercejsky: Qoqa-lch (dospělý), Kulkule-lch (tele)[8]
- odžibvejsky: Bižiki
- osedžsky: Dadonka (býk), Tce (kráva)
- pajutsky: Bagootsoo
- pónijsky: Tarha
- quapósky: Tte
- sauksky a meskwakijsky: Pêhkinenothwa
- šajensky: Hotova’a (býk), Méhe (kráva)
- šavansky: Mdhodho
- šošonsky: Božeena[5]
- tonkawsky: 'Awasatak[9]

## Na pokraji vyhynutí

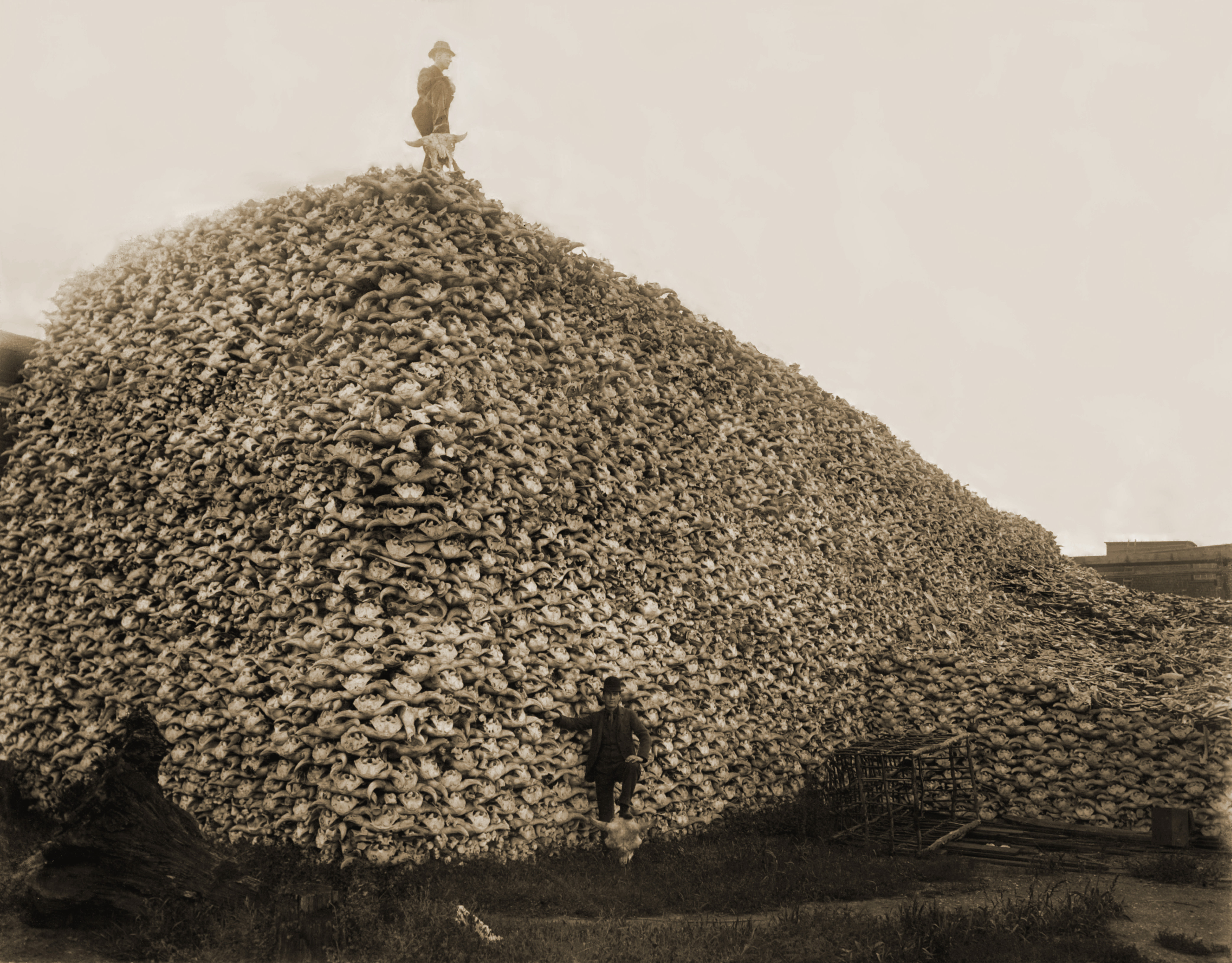
Hromada lebek zastřelených bizonů, 1892

Indiáni plání se odmítali vzdát svých území ve prospěch bílých přistěhovalců, což vedlo k mnoha konfliktům. Američtí kongresmani si uvědomovali, že život kočovníků je plně závislý na bizonech, a tak roku 1871 schválili zákon, jenž povoloval úplnou likvidaci bizonů.
Nastala opravdová jatka. Ročně bylo zastřeleno kolem 250 000 bizonů, někdy však lovci zabili stejné množství zvířat za jediný měsíc. S vybíjením bizonů bývá často spojován plukovník William F. Cody, zvaný Buffalo Bill. V letech (1867–1868), za období 18 měsíců, Buffalo Bill zabil 4 280 kusů bizonů (8 denně), lovil je však pouze pro maso, určené k zásobování dělníků při výstavbě železnice. V době, kdy byl bizon ve volné přírodě vyhuben, Codyho soukromý chov bizonů přispěl k záchraně druhu.
Největší masakry bizonů nastaly po dokončení Pacifické železnice. Zpočátku se využívaly jejich kůže a nejlepší kusy masa (hlavně jazyky). Vojáci z pevností také stříleli do stád bizonů z děl. Železniční společnosti organizovaly pro své pasažéry lov bizonů pro zábavu přímo z vlaku. Ze zvířat, zastřelených tímto způsobem, našly využití většinou jen kosti (hnojivo) a rohy (knoflíky a spony). Roku 1883 stavy bizonů poklesly natolik, že se lov pro kůže přestal vyplácet. V roce 1889 zbylo ve volné přírodě v USA pouhých 285 bizonů, především v Yellowstonském národním parku, a na severu Kanady údajně přežilo 500-600 kusů. Dalších 256 čistokrevných bizonů bylo chováno v několika soukromých chovech, kde byli částečně kříženi s domácím skotem, a v zoologických zahradách.
Záchrana přišla doslova za pět minut dvanáct. Roku 1905 byla založena Společnost na záchranu bizona, která se přičinila o zřízení bizoních rezervací v Oklahomě, Nebrasce, Jižní Dakotě, Montaně a Manitobě. Malé stádo bylo chováno i v Yellowstonském národním parku. Díky činnosti těchto lidí se početní stavy bizonů začaly postupně zvyšovat až na dnešních (2017) 31 000 kusů. Dalších asi 9 500 je drženo na oplocených pastvinách v zajetí a není možno je považovat za divoká zvířata. Jde nicméně o jakousi „záložní“ populaci pro případ náhlého ohrožení divoké.

## Současnost
Dnes se s bizony můžeme setkat v chráněných oblastech, indiánských rezervacích a na soukromých rančích.
Jedna z největších populací žije v Yellowstonském národním parku. Zdejší stádo dělá starosti okolním farmářům, protože se stává, že bizoni, kteří jsou přenašeči obávané brucelózy, překračují hranice parku. Ročně tak bylo zastřeleno několik set jedinců, v roce 1997 dokonce tisíc. Ochránci přírody se tomu snaží zabránit, a tak neustále hlídají hranice parku a zatoulaná zvířata zahánějí zpátky.

## Chov v zoo
V Evropě je bizon americký chován přibližně ve 120 zoologických zahradách. V současnosti v Česku bizony chovají a rozmnožují Zoo Praha a Zoo Brno.

### Chov v Zoo Praha
Bizoni jsou spojeni se Zoo Praha takřka již od začátku existence. První bizoni přišli v roce 1932, tedy rok po otevření zoo. Jednalo se o samce Martina, samici Anču a starou samici Mařenu, která uhynula o deset let později. Již tehdy se podařilo odchovávat mláďata. V roce 1938 se narodil samec Bulli. Ve 40. letech 20. století však došlo k přerušení chovu a obnoven byl v roce 1951. Od té doby jsou již bizoni v Zoo Praha nepřetržitě až do současnosti.
Ke konci roku 2017 byl chován jeden samec a sedm samic. V průběhu téhož roku byly odchovány dvě samice. Jedna z nich se narodila samici Křivonožce jako již šesté v pořadí. Otcem je Tjeko ze zoo v nizozemském Arnhemu. Mládě se narodilo v květnu 2019 i v květnu 2020.
Bizoni jsou chováni v horní části zoo v rámci expozičního celku Pláně.